# 香川県道234号大浜仁尾線
香川県道234号大浜仁尾線（かがわけんどう234ごう おおはまにおせん）は、香川県三豊市を通る一般県道である。

## 概要

### 路線データ
- 起点：香川県三豊市詫間町大浜（香川県道232号紫雲出山線交点）
- 終点：香川県三豊市仁尾町仁尾己（仁尾マリーナ東交差点、香川県道231号詫間仁尾線交点）
- 総延長：7.823 km

## 路線状況

### 道路施設

#### 橋梁
2橋梁総延長14 m

## 地理

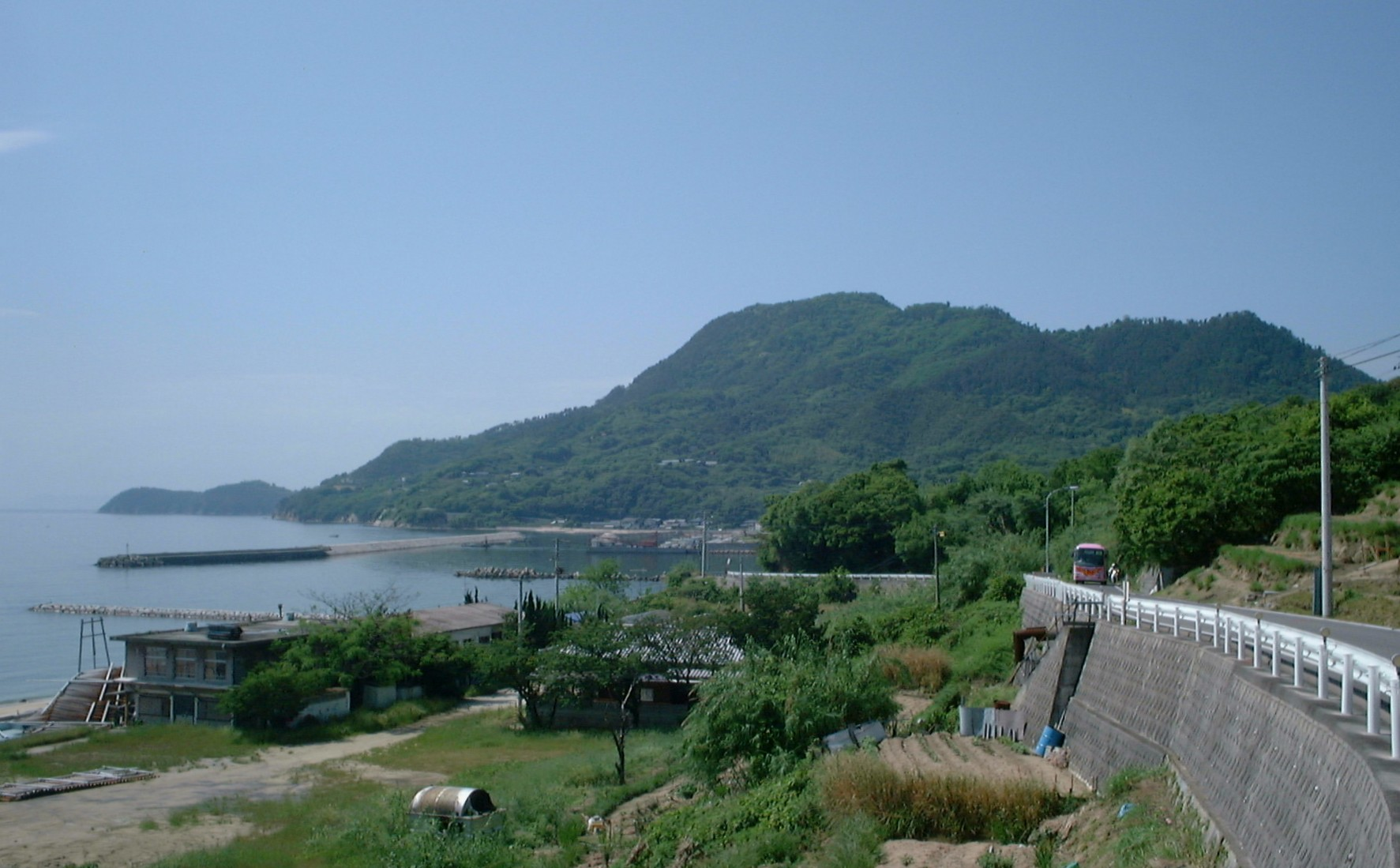
三豊市詫間町大浜付近
奥は紫雲出山

### 通過する自治体
- 三豊市

### 交差する道路
| 交差する道路            | 交差する場所 | 交差する場所                |
| ----------------------- | ------------ | --------------------------- |
| 香川県道232号紫雲出山線 | 詫間町大浜   | 起点                        |
| 香川県道231号詫間仁尾線 | 仁尾町仁尾己 | 仁尾マリーナ東交差点 / 終点 |

### 沿線
- 仁尾マリーナ